# Jacopo da Empoli
Jacopo da Empoli (właściwie Jacopo Chimenti, 1555-1640) – włoski malarz tworzący w stylu późnego manieryzmu, przedstawiciel szkoły florenckiej. Przydomek zawdzięczał rodzinnej miejscowości swego ojca.

## Życiorys

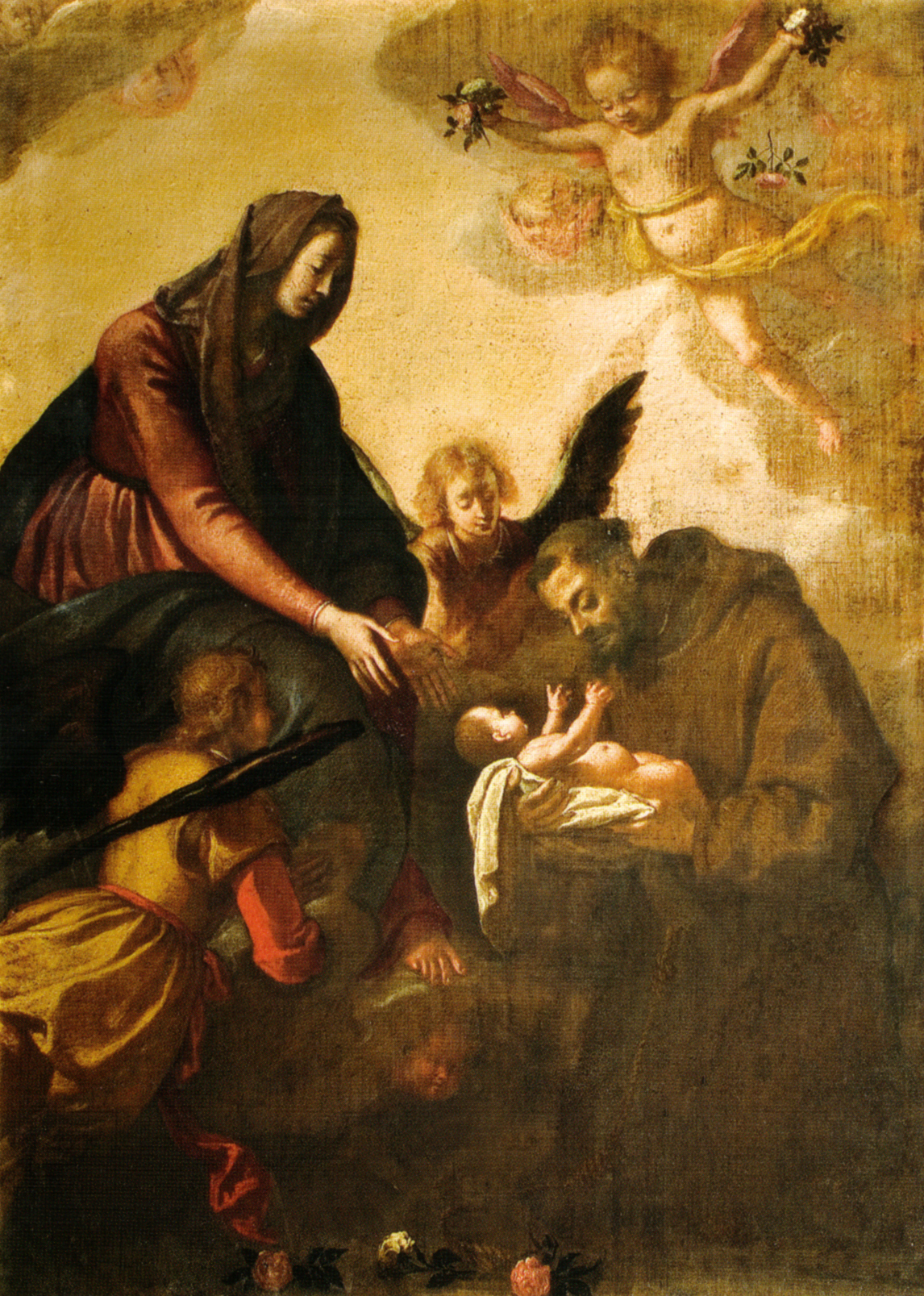
Jacopo da Empoli,Madonna z Dzieciątkiem i świętym Franciszkiem.

Uczeń Maso da San Friano. Prawdopodobnie utrzymywał kontakty artystyczne z Santim di Tito.
Przy realizacji wielu zleceń współpracował z Alessandro Tiarinim.
Do jego najbardziej znanych uczniów należeli: Felice Ficherelli, Giovanni Battista di Vanni, Giovanni Battista di Brazze (zw. Il Bigio) oraz Virgilio Zaballi.

## Znane dzieła
- Madonna ze świętym Łukaszem (1579) Luwr
- Ofiara Izaaka (1590), Galeria degli Uffizi, Florencja
- Zuzanna i starcy (1600), Kunsthistoriches, Wiedeń
- Św. Karol Boromeusz z rodziną Rospigliosich
- Sąd Midasa (1624), Pistoia
- Św. Jan Chrzciciel, San Niccoló Oltrarno, Florencja
- Pijaństwo Noego, Galleria degliUffizi, Florencja
- Ślubowanie św. Klary z Asyżu, Musee des Beaux-Arts, Caen
- Sąd Ostateczny
- Dekoracje malarskie w Santuario della Madonna dei Tre Fiumi, Mugello